# Metocyna
Metocyna (4-HO-MET) – organiczny związek chemiczny, psychodeliczna substancja psychoaktywna z grupy tryptamin. Jest strukturalnym analogiem psylocyny, nieco przypomina ją także w działaniu.
Pierwszy raz została otrzymana przez Alexandra Shulgina. Opisał on jej działanie w swojej książce TiHKAL (Tryptamines I Have Known And Loved). Według Shulgina dawkowanie przy podaniu doustnym wynosi 10–20 mg, a czas odczuwania efektów to 4–6 godzin. Substancja (tak jak i inne tryptaminy) powoduje zniekształcenie odbioru bodźców – kolorów, dźwięków czy kształtów, przy niemal normalnej percepcji. Istnieje bardzo niewiele informacji na temat toksyczności metocyny, jej metabolizmu i właściwości farmakologicznych.
Od roku 2015 znajduje się w grupie I-P środków odurzających (obejmującej substancje psychotropowe o braku zastosowań medycznych i o dużym potencjale nadużywania, które są wyłączone z obrotu farmaceutycznego i mogą być używane jedynie w celu prowadzenia badań naukowych).